# Währungssubstitution
Währungssubstitution liegt vor, wenn die Währung eines Staates als Zahlungsmittel im innerstaatlichen Verkehr ganz oder teilweise durch eine ausländische Währung ersetzt wird.
Dabei kann es sich um eine offizielle politische Maßnahme handeln, z. B. bei der Dollarisierung in Ecuador oder bei der Verwendung des Euro als Zahlungsmittel in Teilen des früheren Jugoslawien (ausgenommen Slowenien und Kroatien, die reguläre Mitglieder der Eurozone sind).
Des Weiteren liegt Währungssubstitution auch vor im Falle der informellen und ggf. illegalen Verwendung einer ausländischen Währung in großem Umfang durch Privatpersonen, z. B. bei der weit verbreiteten Verwendung der D-Mark in den früheren sozialistischen Staaten. Dies drückt im Allgemeinen ein fehlendes Vertrauen in die Stabilität der nationalen Währung als Zahlungs- und Wertaufbewahrungsmittel aus, z. B. in einer Phase hoher Inflation. Problematisch hierbei ist, dass informelle Währungssubstitution zu einem weiteren Wertverlust der nationalen Währung führt und damit die Inflation weiter beschleunigt.
Siehe auch: Dollarisierung